# Dovyalis hebecarpa
Groseillier de Ceylan, Ketembilla, Kitambilla
Espèce
Synonymes
- Aberia gardneri Clos
- Aberia hebecarpa (Gardner) Kuntze
- Rumea hebecarpa Gardner

Dovyalis hebecarpa, connu sous les noms vernaculaires de groseillier de Ceylan, ketembilla et kitambillaest une espèce de plantes à fleurs du genre Dovyalis et de la famille des Salicaceae. C'est un arbre ou un arbuste originaire du Sri Lanka et du sud de l'Inde. C'est une plante tropicale dont les fruits sont souvent consommés frais ou cuits sous forme de confiture. Certains cultivars ont été sélectionnés pour être sans épines (ce qui facilite la récolte) et pour des fruits plus gros.
L'abricotier des tropiques, ou ketcot, est un hybride entre D. hebecarpa et D. abyssinica qui a été développé en Floride en 1953, également cultivé pour ses fruits.

## Description
C'est un arbuste ou un petit arbre atteignant 6 m de haut, dont les tiges portent des épines acérées de 3 à 6 cm de long  à l'aisselle des feuilles. Celles-ci sont alternées, simples larges lancéolées, de 5 à 10 cm de long et 1 à 3 cm de large, avec un limbe entier ou finement denté.
Les fleurs sont discrètes, solitaires ou groupées, sans pétales. L'espèce est dioïque, portant des fleurs mâles ou femelles sur des pieds séparés ; certaines plantes femelles sont parthénogénétiques.
Le fruit est une baie comestible globuleuse violet foncé de 2 à 3 cm de diamètre. Très juteux il possède une saveur acide et contient plusieurs  graines de petite taille. Il n'est généralement pas consommé frais en raison de sa forte acidité. Il est riche en anthocyanines et possède une fore capacité anti-oxydante.